# Recurso de segunda suplicación
El recurso de segunda suplicación era un recurso procesal extraordinario del que conocía exclusivamente el Real y Supremo Consejo de Indias en su sala de justicia, procedía en juicios civiles conocidos en Indias por la respectiva Real Audiencia en grado de "revista" y cuando la suma disputada (cuantía) fuera superior a 6.000 pesos de oro ensayado.
Las Reales Audiencias conocían habitualmente de apelaciones de sentencias dictadas por tribunales inferiores, esta apelación es lo que se llamaba sentencia de vista. Respecto de esta sentencia de vista la parte agraviada podía solicitar a la misma Real Audiencia, mediante el llamado recurso de suplicación que reconsiderara, que reviera el asunto (un equivalente a un recurso de reposición actual). La Real Audiencia ve el asunto y la sentencia que recaía sobre el asunto visto se llamaba sentencia de revista.
Este era un recurso excepcionalísimo, tanto así que se exigía fianza para responder con la multa que se aplicaba a la parte perdedora (la entidad del recurso lo hacía bastante oneroso, sobre todo en los informes en derecho que acompañaban al recurso).
- Datos: Q6102915